# Shimizusche L-Funktion
Die Shimizusche L-Funktion ist im mathematischen Teilgebiet der Algebra eine Dirichlet-Reihe, die einem total reellen algebraischen Zahlkörper zugeordnet wird. Eingeführt wurde die Shimizusche L-Funktion von Hideo Shimizu im Jahr 1963. Michael Atiyah, Harold Donnelly und Isadore Singer definierten im Jahr 1983 den Signaturdefekt des Randes einer Mannigfaltigkeit als ihre Eta-Invariante und zeigten, dass sich der Hirzebruchsche Signaturdefekt einer Cusp-Singularität einer Hilbertschen Modulfläche durch die Auswertung einer Shimizuschen L-Funktion bei {\displaystyle s=0} oder {\displaystyle s=1} ausdrücken lässt.

## Definition
Für ein total reellen algebraischen Zahlkörper {\displaystyle K}, ein Gitter {\displaystyle M} in diesem und eine Untergruppe {\displaystyle V} maximalen Ranges in der Gruppe der total positiven und vom Gitter erhaltenen Einheiten ist dessen Shimizusche L-Funktion gegeben durch:
{\displaystyle L(M,V,s)=\sum _{\mu \in \{M-0\}/V}{\frac {\operatorname {sign} N(\mu )}{|N(\mu )|^{s}}}.}